# Galium aragonesii
Galium aragonesii là một loài thực vật có hoa trong họ Thiến thảo. Loài này được Sennen mô tả khoa học đầu tiên năm 1936.